# Anna Włodarczyková
Anna Włodarczyková ( * 24. března 1951) je bývalá polská atletka, halová mistryně Evropy ve skoku do dálky.

## Sportovní kariéra
Na přelomu 70. a 80. let 20. století patřila mezi nejlepší dálkařky světa. V roce 1980 obsadila čtvrté místo v olympijském závodě v Moskvě, ve stejné sezóně se stala halovou mistryní Evropy v této disciplíně.